# Antonio San Cristóbal
Antonio San Cristóbal Sebastián C.M.F. (Segovia, 16 de junio de 1923-Lima, 24 de septiembre de 2008) fue un religioso claretiano español nacionalizado peruano, fundador de la Universidad Ricardo Palma (Lima), considerado el mejor tratadista de la arquitectura virreinal peruana. Fue hermano del canónigo Santos San Cristóbal.

## Biografía
Nació en la ciudad de Segovia, en una casa junto al acueducto romano. Huérfano de padre cuando aún era joven, fue ordenado sacerdote en 1947 para ingresar en la congregación fundada por el padre Antonio María Claret. Se licenció en Filosofía y matemáticas en 1953 por la Universidad Nacional Mayor de San Marcos, pasó a la docencia en la Pontificia Universidad Católica del Perú y viajó a España a doctorarse en la Universidad de Salamanca Una vez finalizada su formación, dedicó los siguientes años a recorrer la cordillera de los Andes para estudiar la arquitectura del Virreinato del Perú, publicando más de treinta libros al respecto y cientos de artículos en revistas y periódicos.
En 1969 organizó y fundó la Universidad Ricardo Palma en Lima, de la que más tarde fue también rector. Además, fue catedrático de la Universidad Nacional Agraria La Molina y de la Universidad Nacional de Ingeniería, que más tarde le nombró profesor honorario. Su carrera universitaria y su pasión por el arte virreinal fueron decisivos para solicitar la nacionalidad peruana y permanecer en el país el resto de su vida.
Fue académico de número de la Academia Nacional de la Historia (Perú), académico de número de la Academia Peruana de Historia Eclesiástica, académico correspondiente de la Real Academia de la Historia (España) y académico correspondiente de la Real Academia de Historia y Arte de San Quirce de Segovia. Entre los galardones que recibió están la encomienda de la Orden de Isabel la Católica o las medallas concedidas por la Universidad Nacional de San Agustín (Arequipa), la Universidad Nacional Pedro Ruiz Gallo (Lambayeque) o la Universidad Católica Sedes Sapientiae de Lima. En la Universidad Nacional de Ingeniería, fue docente de la Facultad de Arquitectura, Urbanismo y Artes en la cátedra de Arquitectura Peruana 2, conjuntamente con Manuel Ruiz Blanco, cargo que ocupó hasta sus últimos días.
En el año 2003, el cardenal Juan Luis Cipriani Thorne le nombró Canónigo Honorario de la catedral de Lima, uno de los últimos reconocimientos que recibió antes de fallecer en su casa de Lima el 24 de septiembre de 2008.

## Producción escrita
En el libro Arquitectura Virreinal Peruana, Antonio San Cristóbal hace una revisión crítica del estado de la historia de la arquitectura virreinal peruana en sus etapas iniciales antes de 1980 donde encuentra deficiencias científicas en cuanto a la metodología usada por los primeros estudiosos de la arquitectura virreinal. Su propuesta tiene la intención de partir de las investigaciones iniciales para buscar formas de interpretación de la arquitectura virreinal desde al análisis interno de los edificios existentes.

## Publicaciones
- 1988: Arquitectura virreinal religiosa de Lima
- 1992: Lima, estudios de la arquitectura virreinal
- 1995: El alarife Manuel de Escobar
- 1996: La catedral de Lima. Estudios y documentos
- 1996: Fray Diego Maroto, alarife de Lima.
- 1997: Arquitectura planiforme y textilográfica virreinal peruana de Arequipa
- 1998: Esplendor del barroco en Ayacucho
- 1999: Teoría sobre la historia de la arquitectura virreinal peruana.
- 2000: Estructuras ornamentales de la arquitectura virreinal peruana
- 2001: La casa virreinal cuzqueña
- 2002: La iglesia y el convento de San Agustín de Lima
- 2003: Manuel de Escobar alarife de Lima
- 2003: Arquitectura virreinal de Lima en la primera mitad del siglo XVII. Tomo I
- 2003: La casa virreinal de Lima desde 1570 hasta 1687.
- 2004: Autenticidad del barroco de Cajamarca.
- 2004: Puno. Esplendor de la arquitectura virreinal
- 2005: Obras civiles en Lima durante el siglo XVII
- 2005: Arquitectura virreinal de Lima en la primera mitad del siglo XVII. Tomo II
- 2006: Nueva visión de San Francisco de Lima
- 2007: Arquitectura virreinal de Lima en la primera mitad del siglo XVII. Tomo III